# Gérard Jarlot
Gérard Jarlot (* 29. März 1923 in Saumur; † 22. Februar 1966 in Paris) war ein französischer Journalist und Roman- und Drehbuchautor. Sein Roman Un Chat qui aboie wurde 1963 mit dem Prix Médicis ausgezeichnet.

## Leben und Werk
Nach dem Besuch von Classes préparatoires in Lyon studierte er ab 1943 an der Sorbonne mit einem Abschluss in Geisteswissenschaften (lettres). Von 1948 bis 1949 arbeitete er als Journalist für die Zeitung Le petit Marocain in Marokko. Nach seiner Rückkehr nach Paris wurde er Redaktionsmitglied von Ce Soir, einer dem PCF nahestehenden Tageszeitung, und er publizierte Artikel in diversen Magazinen und Tageszeitungen (Fontaine, Les Temps Modernes). Von 1953 bis zu seinem Tod war er Redaktionsmitglied von France Dimanche.
1957 begegneten sich Jarlot und Marguerite Duras, die sich gerade von dem Verleger Dionys Mascolo getrennt hatte. Die folgende leidenschaftliche und turbulente Liebesaffäre dauerte fünf Jahre. In dieser Zeit arbeiteten die beiden an mehreren gemeinsamen Film- und Theaterprojekten. Jarlot unterstützte Marguerite Duras als literarischer Berater bei ihrem ersten Drehbuch, Hiroshima mon amour, das sie für Alain Resnais verfasste, und das ihr eine Oscar-Nominierung einbrachte. Sie schrieben dann gemeinsam noch fünf weitere Drehbücher. 1960 hatte der Film Stunden voller Zärtlichkeit nach der Erzählung Moderato cantabile von Marguerite Duras, für den sie mit Jarlot und Peter Brook das Drehbuch geschrieben hatte, in Cannes Premiere. Das letzte gemeinsame Projekt, bevor sie ihre Beziehung abbrachen, war das Drehbuch L’Itinéraire marin, an dem sie von 1961 bis 1963 arbeiteten, das aber nicht als Film realisiert wurde.
1963 publizierte Jarlot mit Un chat qui aboie seinen letzten Roman, der im selben Jahr mit dem Prix Médicis ausgezeichnet wurde; Duras war ein Mitglied der Preisjury. Jarlot starb am 22. Februar 1966 in Paris an einem Herzinfarkt.

## Nachlass
Sein Nachlass befindet sich im Institut mémoires de l’édition contemporaine in
Abbaye d’Ardenne. Neben Manuskripten und Typoskripten, Arbeitsnotizen, die sein literarisches Werk betreffen, Drehbüchern und einer Sammlung von Zeitungsausschnitten  befindet sich in seinem Nachlass auch der Briefwechsel u. a. mit Marguerite Duras, Maurice Blanchot und Joë Bousquet.

## Werke
Romane und Erzählungen
- Le Périple d’Autun. Kurzgeschichten. Éditions du méridien, Rodez 1943.
- Les Armes blanches. Roman. Gallimard, Paris 1946.
- Un mauvais lieu. Roman. Gallimard, Paris 1948.
- Un chat qui aboie. Roman. Gallimard, Paris 1963.
- La Rentrée des foins. 1965.

Drehbücher
- La Chambre, TV-Film, Drehbuch in Zusammenarbeit mit Michel Mitrani
- Sans merveille, TV-Film, 1964, Drehbuch in Zusammenarbeit mit Marguerite Duras
- Noch nach Jahr und Tag (Une aussi longue absence), Drehbuch in Zusammenarbeit mit Marguerite Duras und Henri Colpi
- 1961: Noch nach Jahr und Tag (Une aussi longue absence)
- Moderato cantabile – Stunden voller Zärtlichkeit (Moderato cantabile), 1960, Drehbuch in Zusammenarbeit mit Peter Brook und Marguerite Duras